# Lanai-akialoa
De lanai-akialoa (Akialoa lanaiensis synoniem: Hemignathus ellisianus lanaiensis) is een uitgestorven zangvogel uit de familie Fringillidae (vinkachtigen). De vogel was endemisch op het eiland Lanai, Hawaï en werd daar in 1892 verzameld, maar lijkt te zijn voorgekomen op alle grote eilanden van het voormalige Maui Nui vóór menselijke kolonisatie. Verder is er fossiel materiaal.
De Lanai-akialoa was een van de vogels die deel uitmaakten van het honingetergeslacht Akialoa. Dit geslacht omvatte ongeveer 7 soorten vogels met lange snavel die tussen de vijf en negen centimeter lang waren. Wat tot een derde van hun lengte uitmaakte, was hun snavel die varieerde van 1 tot 2,5 centimeter lang. Het was een grijs-gele vogel die werd gevonden in gebieden op middelhoge hoogte waar men hem op schors zag pikken op zoek naar insecten of naar bloemen.

## Verspreiding
Deze soort was de op een na grootste van de recent uitgestorven akialoa's (3 grotere soorten, Akialoa upupirostris en 2 onbeschreven soorten, stierven uit toen Polynesiërs de eilanden koloniseerden) en was de meest voorkomende. De vogel bewoonde ooit de eilanden Lanai, Kahoolawe, Maui en Molokai (de eilanden die samen het prehistorische eiland Maui Nui vormden), maar deze verdween overal behalve Lanai, voordat wetenschappers ze daar levend konden zien.

## Uitsterven
Het was een vogel die erg kwetsbaar van aard en ongrijpbaar was. Het werd nooit in grote aantallen gevonden en stond mogelijk op het punt van uitsterven op Maui toen de Europeanen arriveerden. Het verlies van de vegetatieve laag door varkens was de ondergang voor de laatste vogels. Toen het land werd opgeschoond door varkens, zou het land een bosbodemlaag hebben gekregen die bestond uit duurzame, varkensbestendige planten die de akialoa niet gewend was. In 1892 was deze akialoa verdwenen en was de eerste van zeven soorten akialoa die in de moderne tijd uitstierven.
Men veronderstelt dat deze vinkachtigen uitstierven door habitatverlies en geïmporteerde infectieziekten, verder speelden mogelijk ingevoerde predatoren en tropische stormen een negatieve rol.